# Internet Exchange
Un Internet Exchange Point (IXP sau IX) este o infrastructură fizică care permite mai multor furnizori de servicii de acces la internet (engl. ISP - Internet Service Providers) să schimbe traficul între rețelele proprii în mod liber (fără costuri) sau pe baza unor întelegeri, evitând folosirea unei părți din banda de internet livrată de furnizorii lor. Astfel, participanții dintr-un Internet Exchange își reduc o parte din costuri și își pot imbunătăți calitatea serviciilor oferite.

## Descriere
Scopul principal al unui Internet Exchange este acela de a permite mai multor rețele a se conecta direct, în loc de a o face prin intermediul altor rețele. Avantajele interconectării directe sunt multiple, printre care reducerea costurilor, scăderea latenței și creșterea capacităților de trafic. Traficul care trece printr-un Internet Exchange în mod normal nu este taxat de către niciun participant, în schimb traficul efectuat prin furnizorii acestor participanți este. Prin interconectarea directă, firme aflate de multe ori în același oraș evită ca traficul dintre ele să treacă prin alte orașe, țări sau chiar continente, acest lucru permițând reducerea timpului de răspuns la accesarea datelor.

## Mod de funcționare
Un Internet Exchange este format din unul sau mai multe switchuri în care se conectează participanții la trafic, folosind tehnologia Ethernet. Porturile disponibile sunt în general de 10 Mbit/s, 100 Mbit/s, 1 Gbit/s și 10 Gbit/s, în funcție de necesitățile de trafic. Pentru accesul la aceste porturi, participanții plătesc o taxă lunară sau anuală către Internet Exchange iar în anumite cazuri o taxă de conectare care acoperă costurile de instalare și configurare în funcție de portul și modalitatea de conectare folosită (cupru sau fibră optică).

## Internet Exchange-uri în România
- RoNIX - București
- InterLAN - București, Cluj-Napoca, Constanța, Timișoara
- Balcan-IX - București, Oradea, Timișoara, Iași, Bacău, Galați, Constanța